# Боганов, Владимир Николаевич
Владимир Николаевич Боганов (род. 4 декабря 1934 года в Москве) — советский и российский журналист, писатель-прозаик, композитор, автор песен, автор-исполнитель. Член Союза писателей России.

## Биография
Родился 4 декабря 1934 года в Москве.
По образованию журналист. Помимо журналистки, Боганов занимается литературным творчеством; в частности, он получил признание как писатель-прозаик. Является членом Союза писателей России.
Кроме того, с 1956 года Владимир Николаевич занят созданием песен, являясь их автором или соавтором. Он известен как композитор, автор музыки к песням на стихи профессиональных поэтов, а также и на свои собственные. Наиболее популярная песня, музыку для которой сочинил Владимир Боганов, — «По тундре»; она была написана на стихи выпускника Московского института цветных металлов Владимира Подкорытова и геолога Лидии Медведниковой, которая получила признание как поэтесса и писательница.
В настоящее время Владимир Николаевич Боганов проживает в Москве.